# Campeonato Mundial de Ciclismo en Pista de 1964
El LXI Campeonato Mundial de Ciclismo en Pista se celebró en París (Francia) entre el 8 y el 13 de septiembre de 1964 bajo la organización de la Unión Ciclista Internacional (UCI) y la Federación Francesa de Ciclismo.
Las competiciones se realizaron en la pista del estadio Parque de los Príncipes de la capital francesa. En total se disputaron 9 pruebas, 7 masculinas (3 profesionales y 4 amateur) y 2 femeninas.

## Medallistas

### Masculino profesional
| Evento                 | Oro                        | Plata                    | Bronce                     |
| ---------------------- | -------------------------- | ------------------------ | -------------------------- |
| Velocidad individual   | Antonio Maspes · Italia    | Ronald Baensch Australia | Joseph De Bakker · Bélgica |
| Persecución individual | Ferdinand Bracke · Bélgica | Leandro Faggin · Italia  | Ercole Baldini · Italia    |
| Medio fondo            | Guillermo Timoner España   | Leo Proost · Bélgica     | Karl-Heinz Marsell RFA     |

### Masculinoamateur
| Evento                  | Oro                                                            | Plata                                                                         | Bronce                                                                       |
| ----------------------- | -------------------------------------------------------------- | ----------------------------------------------------------------------------- | ---------------------------------------------------------------------------- |
| Velocidad individual    | Pierre Trentin Francia                                         | Daniel Morelon Francia                                                        | Sergio Bianchetto · Italia                                                   |
| Persecución individual  | Tiemen Groen · Países Bajos                                    | Herman Van Loo · Bélgica                                                      | Jiří Daler Checoslovaquia                                                    |
| Persecución por equipos | RFA Lothar Claesges Karl Link Karl-Heinz Henrichs Ernst Streng | Italia · Attilio Benfatto · Vincenzo Mantovani · Carlo Rancati · Franco Testa | URSS Arnold Belgardt Leonid Kolumbet Stanislav Moskvin Serguei Tereshchenkov |
| Medio fondo             | Jacob Oudkerk · Países Bajos                                   | Jean Walschaerts · Bélgica                                                    | Daniel Salmon Francia                                                        |

### Femenino
| Evento                 | Oro                       | Plata                    | Bronce                |
| ---------------------- | ------------------------- | ------------------------ | --------------------- |
| Velocidad individual   | Irina Kirichenko URSS     | Galina Yermolayeva URSS  | Gisèle Caille Francia |
| Persecución individual | Yvonne Reynders · Bélgica | Beryl Burton Reino Unido | Aino Puronen URSS     |

## Medallero
| Núm. | País           | Oro | Plata | Bronce | Total |
| ---- | -------------- | --- | ----- | ------ | ----- |
| 1    | Bélgica        | 2   | 3     | 1      | 6     |
| 2    | Países Bajos   | 2   | 0     | 0      | 2     |
| 3    | Italia         | 1   | 2     | 2      | 5     |
| 4    | Francia        | 1   | 1     | 2      | 4     |
| 4    | URSS           | 1   | 1     | 2      | 4     |
| 6    | RFA            | 1   | 0     | 1      | 2     |
| 7    | España         | 1   | 0     | 0      | 1     |
| 8    | Australia      | 0   | 1     | 0      | 1     |
| 8    | Reino Unido    | 0   | 1     | 0      | 1     |
| 10   | Checoslovaquia | 0   | 0     | 1      | 1     |
|      | TOTAL          | 9   | 9     | 9      | 27    |